# Étienne Douyet
Étienne Douyet est un homme politique français né le 27 juillet 1764 au Veurdre (Allier) et mort à une date inconnue.

## Biographie
Propriétaire, il est administrateur du département en 1790 et député de l'Allier de 1791 à 1792, siégeant dans la majorité. Il est conseiller général et maire du Veurdre sous le Consulat.

## Sources
- « Étienne Douyet », dans Adolphe Robert et Gaston Cougny, Dictionnaire des parlementaires français, Edgar Bourloton, 1889-1891 [détail de l’édition]